# Ihernofret
| ii | Xr | nfr | f&r&t |

| ii | Xr | nfr | f&r&t |

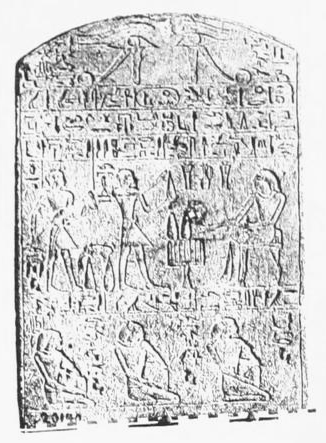
Ihernofret abüdoszi sztéléje, ma a kairói Egyiptomi Múzeumban (CG 20140)

Ihernofret (vagy Iyhernofret) ókori egyiptomi kincstárnok volt a XII. dinasztia idején, III. Szenuszert uralkodása alatt és III. Amenemhat első éveiben.
Főként arról a számos sztéléről ismert, amelyeket Abüdoszban állított. Az egyik sztélén, amely ma a berlini Neues Museumban található (Berlin 1204), életrajzi felirat olvasható, amely szerint Ihernofret a palotában nőtt fel. Anyját Szathonszunak hívják, apja neve nem ismert. Huszonhat évesen a király barátjaként említik, ami valószínűleg különleges megtiszteltetést jelent. A sztélé értékes betekintést nyújt az abüdoszi Ízisz- és Ozirisz-kultuszba; beszámol arról, hogy a király parancsára Ihernofret szervezte meg Ozirisz ünnepét Abüdoszban, istenszobrokat és szent bárkát készíttetett, valamint megszervezte Upuaut isten felvonulását, aki „elűzi a bárka ellenségeit” és „elpusztítja Ozirisz ellenségeit”. Ezek drámai előadások lehettek az Ozirisz-ünnep keretén belül.
Emlékművein fontos címeket visel: „a kettős kincstár elöljárója”, „a kettős aranyház elöljárója”, „királyi pecsétőr” és, ami a legfontosabb címe volt: kincstárnok.

## Fordítás
- Ez a szócikk részben vagy egészben  az   Ikhernofret című angol Wikipédia-szócikk ezen változatának fordításán alapul.  Az eredeti cikk szerkesztőit annak laptörténete sorolja fel. Ez a jelzés csupán a megfogalmazás eredetét és a szerzői jogokat jelzi, nem szolgál a cikkben szereplő információk forrásmegjelöléseként.

## Külső hivatkozások
- A sztélé képe és szövegének angol fordítása